# 管庄清真寺

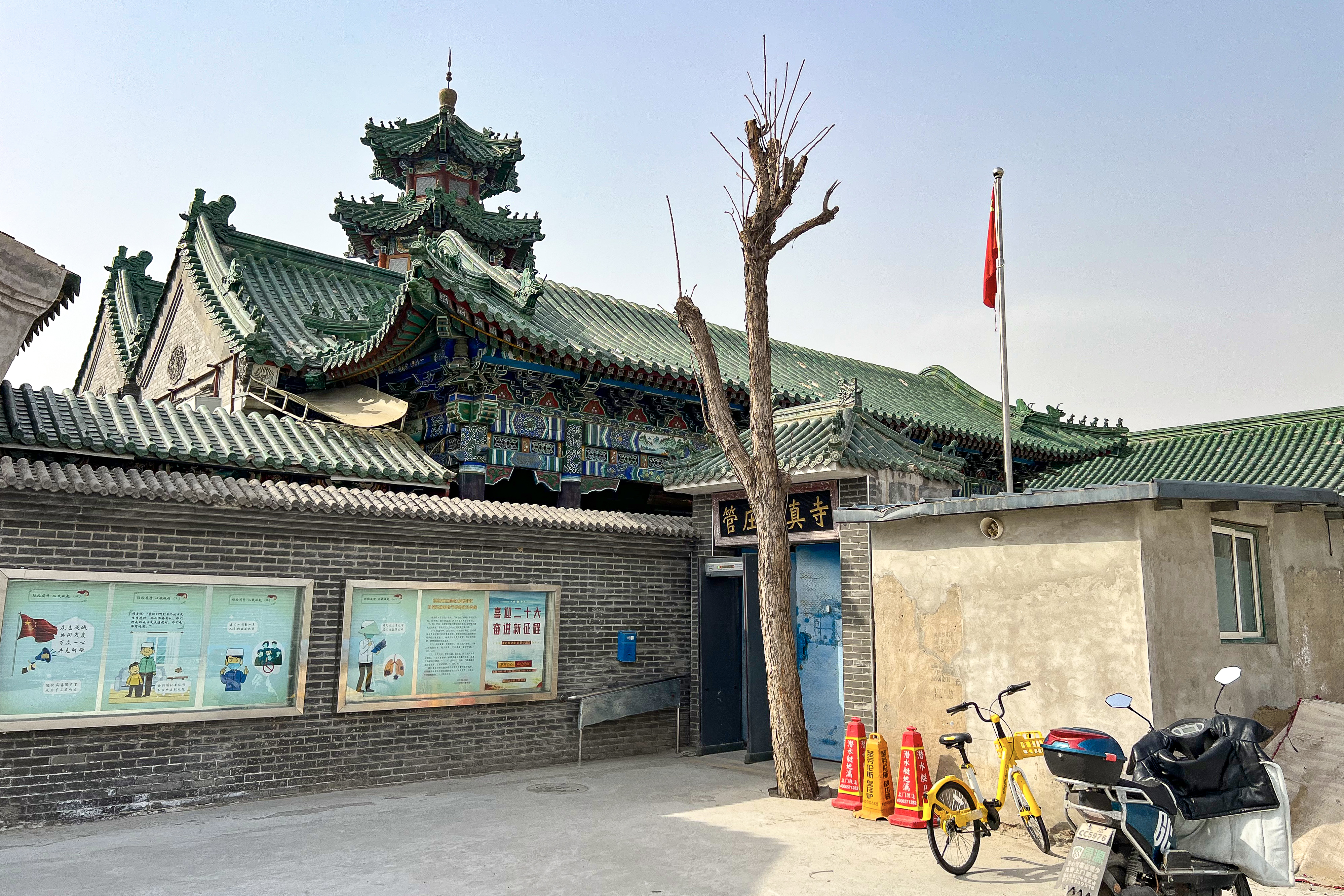
管庄清真寺（2024年3月）

管庄清真寺，位于北京市朝阳区管庄地区管庄村34号，是一座伊斯兰教清真寺。

## 简介
管庄清真寺始建于清朝道光年间，重修于1946年3月。1958年起，管庄清真寺被用作大食堂、打草绳工厂、生产队办公点，直至1978年落实宗教政策，清真寺恢复宗教活动。1986年，当地的穆斯林群众集资修缮大殿，并恢复重建水房、穿廊。1990年，集资加建北讲堂和南讲堂，清真寺规模逐渐恢复。2005年，当地的穆斯林群众集资全面修缮清真寺，并获当地乡政府资金支持。
管庄清真寺现存大殿三间，面阔9米，进深14米，三卷棚大式硬山箍头脊绿琉璃瓦顶，前廊带雀替，窑殿顶出天窗带六角攒尖亭，亭下方镶有一块石刻“清真古寺”横匾。正殿是三卷一厦，面阔五间，六步花岗岩台阶，两侧有汉白玉垂带与抱厦栏杆连为一体。殿内西墙上原来有山水壁画，现已无存。